# Cantonul Gex
Cantonul Gex este un canton din arondismentul Gex, departamentul Ain, regiunea Rhône-Alpes, Franța.

## Comune
| Comune            | Populație (1999) | Cod poștal | Cod INSEE |
| ----------------- | ---------------- | ---------- | --------- |
| Cessy             | 3 776            | 01170      | 01071     |
| Chevry            | 1 232            | 01170      | 01103     |
| Crozet            | 1 830            | 01170      | 01135     |
| Divonne-les-Bains | 8 016            | 01220      | 01143     |
| Échenevex         | 1 591            | 01170      | 01153     |
| Gex               | 9 945            | 01170      | 01173     |
| Grilly            | 734              | 01220      | 01180     |
| Lélex             | 233              | 01410      | 01210     |
| Mijoux            | 398              | 01410      | 01247     |
| Segny             | 1 631            | 01170      | 01399     |
| Vesancy           | 541              | 01170      | 01436     |